# ISO 3166-2:HK
 (février 2018).
Si vous disposez d'ouvrages ou d'articles de référence ou si vous connaissez des sites web de qualité traitant du thème abordé ici, merci de compléter l'article en donnant les références utiles à sa vérifiabilité et en les liant à la section « Notes et références ».
ISO 3166-2:HK correspond aux données ISO 3166-2 publiées par l'Organisation internationale de normalisation pour la région administrative spéciale de Hong Kong de la république populaire de Chine.